# Halicnemia geniculata
Halicnemia geniculata är en svampdjursart som beskrevs av Sarà 1958. Halicnemia geniculata ingår i släktet Halicnemia och familjen Heteroxyidae. Inga underarter finns listade i Catalogue of Life.